# Silca (Honduras)
Silca è un comune dell'Honduras facente parte del dipartimento di Olancho.
Il comune venne istituito nel 1878.